# Heron-driehoek

Hoogtelijn in een driehoek

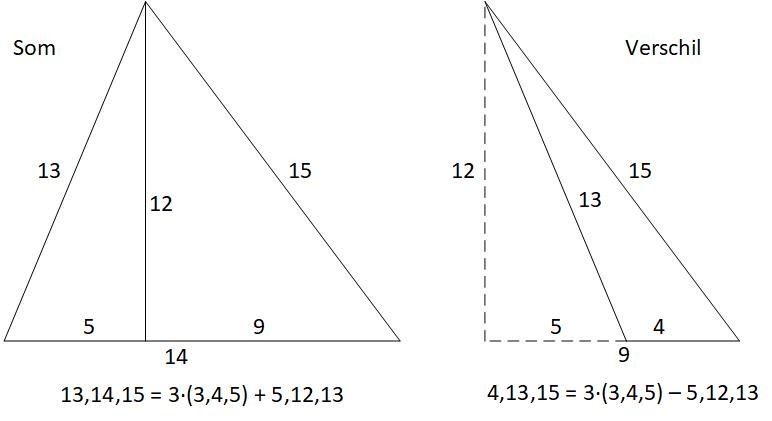
Som en verschil van twee pythagorese driehoeken

Een heron-driehoek is een driehoek waarvan de lengten van de drie zijden en de oppervlakte een rationaal getal zijn. De naam van deze driehoeken komt van Heron van Alexandrië. Een driehoek met als zijden een pythagorees drietal is een heron-driehoek.

## Parametrisering
De Indische wiskundige Brahmagupta (598-668) heeft alle heron-driehoeken gevonden, die er mogelijk zijn. Iedere heron-driehoek is gelijkvormig met een driehoek verkregen door parametrisering. Zo'n driehoek heeft zijden {\displaystyle a,b} en {\displaystyle c} die voldoen aan:
- {\displaystyle a=u(v^{2}+w^{2})}
- {\displaystyle b=v(u^{2}+w^{2})}
- {\displaystyle c=(u+v)(uv-w^{2})}

voor zekere gehele getallen {\displaystyle u,v} en {\displaystyle w}, met
- ggd{\displaystyle (u,v,w)=1}
- {\displaystyle uv>w^{2}\geq {\frac {uv^{2}}{2v+u}}}
- {\displaystyle v\geq w\geq 1}

De oppervlakte van deze driehoek is
- {\displaystyle \mathrm {Opp} =uvw(u+v)(uv-w^{2})}

## Eigenschap
Een hoogtelijn {\displaystyle h} in een heron-driehoek heeft een rationaal getal als lengte. Immers, oppervlakte en bijbehorende basis zijn ook rationale getallen. Mits {\displaystyle h} binnen de driehoek ligt, verdeelt {\displaystyle h} zelfs de heron-driehoek in twee rechthoekige heron-driehoeken, dus waarvan de zijden door schalen zijn om te vormen tot pythagorese drietallen.
In de figuur zijn {\displaystyle a,\ b+d,\ c} en {\displaystyle e} rationaal. Er moet dus nog worden aangetoond dat {\displaystyle b} en {\displaystyle d} rationaal zijn. Volgens de stelling van Pythagoras is
{\displaystyle a^{2}+b^{2}=c^{2}}
en
{\displaystyle a^{2}+d^{2}=e^{2}}
Door aftrekken verkrijgt men
{\displaystyle b^{2}-d^{2}=c^{2}-e^{2}},
dus
{\displaystyle (b-d)(b+d)=c^{2}-e^{2}}
of
{\displaystyle b-d={\frac {c^{2}-e^{2}}{b+d}}}
Aangezien {\displaystyle c,\ b+d} en {\displaystyle e} rationaal zijn, is {\displaystyle b-d} dus ook rationaal. Omdat {\displaystyle b+d} en {\displaystyle b-d} beide rationaal zijn, zijn ook {\displaystyle b}, de som van deze gedeeld door 2, en {\displaystyle d}, het verschil van deze gedeeld door 2, ook rationaal.

## Heron-driehoeken waarvan de zijden geheel zijn
Het is ook mogelijk de definitie iets anders te kiezen. Dat kan door de voorwaarde toe te voegen, dat de zijden van de driehoek geheel moeten zijn. Door de som of het verschil van twee pythagorese driehoeken te nemen die beide een zijde aan de rechte hoek hebben met dezelfde lengte, ontstaat op dezelfde manier als boven, een heron-driehoek ook weer met zijden met een lengte die geheel is.
Hieronder voorbeelden van primitieve heron-driehoeken met gehele zijden. 
| a,b,c     | opp  | pythagorees/samengesteld | a,b,c     | opp | pythagorees/samengesteld | a,b,c      | opp | pythagorees/samengesteld |
| --------- | ---- | ------------------------ | --------- | --- | ------------------------ | ---------- | --- | ------------------------ |
| 3,4,5     | 6    | pythagorees              | 7,15,20   | 42  | 4 ∙ (3,4,5) - 3∙(3,4,5)  | 11,13,20   | 66  | 4 ∙ (3,4,5) - 5,12,13    |
| 3,25,26   | 36   | 2 ∙ (5,12,13) - 7,24,25  | 7,24,25   | 84  | pythagorees              | 11,25,30   | 132 | 6∙(3,4,5) - 7,24,25      |
| 3,148,149 | 210  |                          | 7,65,68   | 210 |                          | 11,60,61   | 330 | pythagorees              |
| 4,13,15   | 24   | 3 ∙ (3,4,5) - 5,12,13    | 7,169,174 | 420 |                          | 11,100,109 | 330 |                          |
| 4,51,53   | 90   |                          | 8,15,17   | 60  | pythagorees              | 12,17,25   | 90  | 5 ∙ (3,4,5) - 8,15,17    |
| 4,193,195 | 336  |                          | 8,29,35   | 84  | 7 ∙ (3,4,5) - 20,21,29   | 12,55,65   | 198 |                          |
| 4,723,725 | 1254 |                          | 8,123,125 | 480 |                          | 12,35,37   | 210 | pythagorees              |
| 5,5,6     | 12   | gelijkbenig: 2 x 3,4,5   | 9,10,17   | 36  | 8,15,17 - 2 ∙ (3,4,5)    | 12,137,145 | 630 |                          |
| 5,5,8     | 12   | gelijkbenig: 2 x 3,4,5   | 9,40,41   | 180 | pythagorees              | 13,13,24   | 60  | gelijkbenig: 2 x 5,12,13 |
| 5,12,13   | 30   | pythagorees              | 9,73,80   | 216 |                          | 13,14,15   | 84  | 3 ∙ (3,4,5) + 5,12,13    |
| 5,29,30   | 72   |                          | 10,13,13  | 60  | gelijkbenig: 2 x 5,12,13 | 13,20,21   | 126 | 4∙(3,4,5) + 5,12,13      |
| 6,25,29   | 60   | 5 ∙ (3,4,5) - 20,21,29   | 10,17,21  | 84  | 8,15,17 + 2 ∙ (3,4,5)    | 13,40,51   | 156 |                          |
| 6,481,486 | 1080 |                          | 10,35,39  | 168 |                          | 13,30,37   | 180 | 12,35,37 - 5,12,13       |

Wanneer een heron-driehoek {\displaystyle \triangle ABC} uit twee pythagorese driehoeken is samengesteld, maar niet primitief is, kan {\displaystyle \triangle ABC} zo worden geschaald, dat die wel primitief is. De factor is dan altijd 5. Voorbeeld: 24,143,145 - 7,24,25 levert de heron-driehoek 25,145,150, welke door parametrisering verkleind wordt tot de primitieve heron-driehoek 5,29,30. Een ander voorbeeld is: 1/5·(3·(16,63,65) - 2·(7,24,25)) levert 10,35,39. Een heron-driehoek kan aanmerkelijk 'afgeplat' zijn en daarbij een grote oppervlakte hebben, zoals de driehoek 3,5821348,5821349 met een oppervlakte van 8232630, of de driehoek 4,7300801,7300803 met een oppervlakte van 12645360. De kleinste scherpe hoek is dan 0,000027... graden.